# Violência conjugal

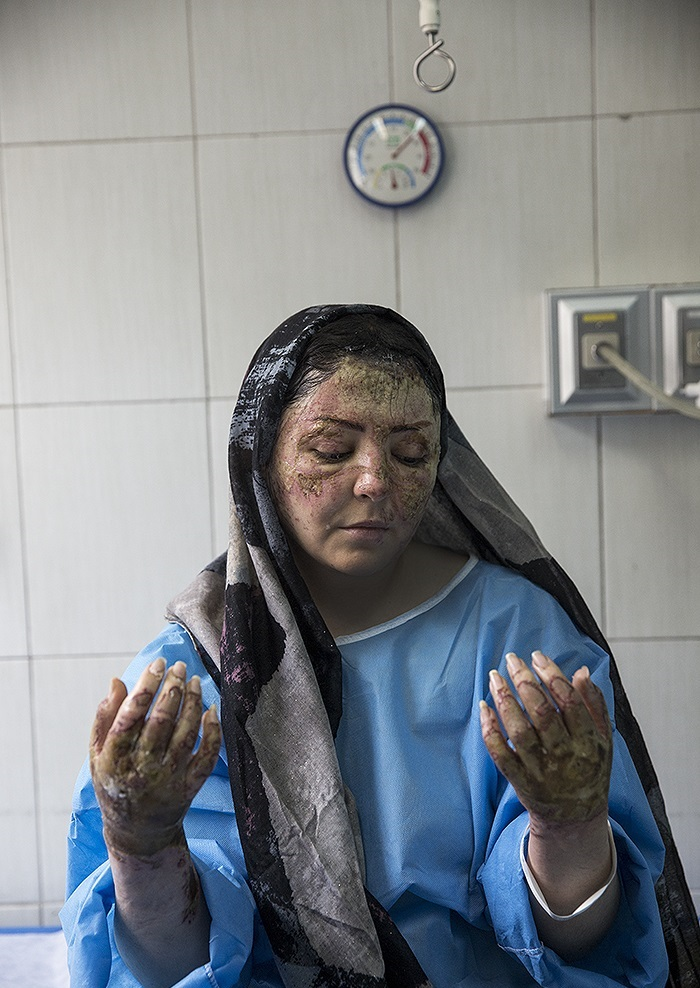
Maryam, foi queimada com ácido pelo marido, em Teerão.

Violência conjugal, violência nas relações de intimidade ou violência por parceiro íntimo (VPI) é a violência doméstica perpetrada por um cônjuge ou parceiro contra o outro no contexto de uma relação de intimidade. A violência conjugal pode assumir várias formas, incluindo abusos físicos, abusos sexuais, abusos verbais, abusos psicológicos e abusos económicos. A Organização Mundial de Saúde define violência conjugal como qualquer comportamento no contexto de uma relação de intimidade que cause prejuízos físicos, psicológicos ou sexuais a uma das pessoas na relação, incluindo atos de agressão física, coerção sexual, abuso psicológico e comportamento controlador.